# Kadaververwertungsanstalt

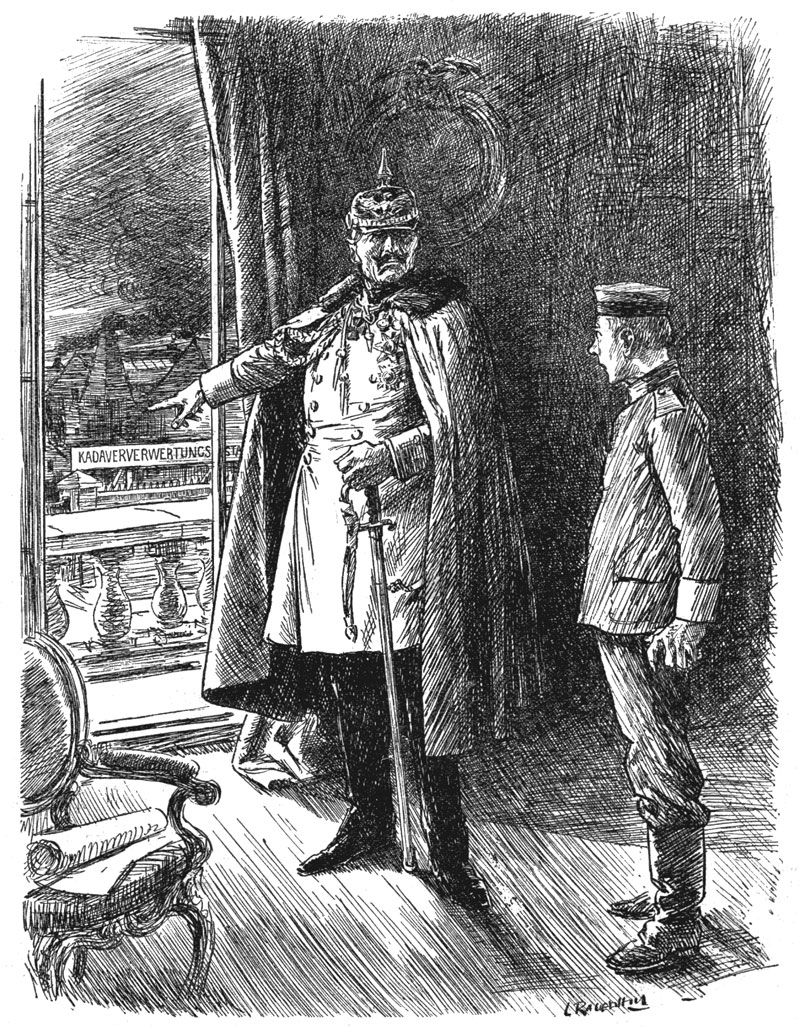
Karikatur der britischen Satirezeitschrift Punch (April 1917) – Kaiser Wilhelm II. (zum Rekruten): „Und vergessen Sie nicht, dass Ihr Kaiser eine Verwendung für Sie finden wird – lebend oder tot.“

Die Kadaververwertungsanstalt (englisch: German Corpse Factory) ist eine britische Gräuelpropaganda-Geschichte, die im Ersten Weltkrieg in Umlauf gebracht wurde. Demzufolge war die Kadaververwertungsanstalt eine von den Deutschen betriebene Sondereinrichtung, um die Leichen deutscher Soldaten zu Fett zu verwerten. Deutschland befand sich 1917 durch die britische Seeblockade in einer Fettknappheit. Das menschliche Fett sollte, so wurde behauptet,  weiter zu Nitroglyzerin, Kerzen, Schmiermittel oder zu Schuhcreme verarbeitet worden sein. Die Kadaververwertungsanstalt soll angeblich von der DAVG (Deutsche Abfall-Verwertungs Gesellschaft) betrieben worden sein. Der Historiker Adrian Gregory geht davon aus, dass die Geschichte auf Gerüchten beruhte, die seit Jahren im Umlauf waren. Die Leichenverbrennungsfabrik war demnach nicht die Erfindung von Propagandisten, sondern eine moderne Sage, die dann als Propaganda gegen Deutschland aufgegriffen wurde.

## Geschichte

### Erster Weltkrieg
Die Kadaververwertungsanstalt wurde namentlich das erste Mal am 16. April 1917 in der Londoner Times erwähnt. In einem Artikel der Serie Through German Eyes (einem Rückblick auf die deutsche Presse) zitieren sie einen Bericht des deutschen Reporters Karl Rosner, welcher den üblen Geruch beschreibt, der von einer „Kadaververwertungsanstalt“ ausginge. In dem Artikel wird allerdings nicht erwähnt, ob es sich um menschliche Leichen handelt. Am darauffolgenden Tag wurde die Geschichte von der Times mit dem Titel Germans and their Dead (zu Deutsch: Die Deutschen und ihre Toten) und der Daily Mail (beide waren damals im Besitz von Lord Northcliffe) aufgegriffen. Der redaktionellen Einleitung beider Artikel zufolge hatten die belgischen Zeitungen La Belgique und L’Indépendance Belge schon zuvor über die Kadaververwertungsanstalt berichtet. Die belgischen Zeitungen berichteten in ihren Artikeln ausdrücklich von menschlichen Leichen.
Dem deutschen Originalartikel zufolge sollen die Leichen mit Zügen zur Fabrik transportiert worden sein, die tief in einem Wald lag und von einem Elektrozaun umgeben war. Die Leichen sollen angeblich wegen ihres Fettes zerlegt worden sein, das dann zu Stearin (einer Form von Talg) weiterverarbeitet wurde. Dieses wurde dann zur Herstellung von Seife verwendet oder zu einem Öl „von gelblich-brauner Farbe“ raffiniert.

„Wir fahren durch Evergnicourt. Es liegt ein dumpfer Geruch in der Luft, als ob Kalk gebrannt würde. Wir kommen an der großen Kadaververwertungsanstalt […] vorbei. Das Fett, das hier gewonnen wird, wird zu Schmierölen verarbeitet, alles andere wird in der Knochenmühle zu einem Pulver zermahlen, das dem Schweinefutter beigemischt und als Dünger verwendet wird.“

Nach der Veröffentlichung des Artikels erklärte die Times, sie habe „eine Reihe von Briefen erhalten, in denen die Übersetzung des deutschen Wortes Kadaver in Frage gestellt wird und behauptet wird, es werde nicht für menschliche Körper verwendet. Was dies betrifft, sind sich die besten Experten einig, dass es auch für Tierkörper verwendet wird“.
Der New York Times zufolge wurde der Bericht von fast allen französischen Zeitungen zitiert. Als Ausnahme wird der Paris-Midi genannt, der vermutet, dass es sich bei den Kadavern um Tiere handele. Die New York Times selbst wies darauf hin, dass deutsche Zeitungen traditionell Aprilscherze machen. Zudem wurde darauf aufmerksam gemacht, dass der Ausdruck Kadaver mit einigen Ausnahmen nicht für menschliche Leichen gebraucht wird.
Die Geschichte wurde am 30. April im House of Commons angesprochen, allerdings von der damaligen britischen Regierung nicht bestätigt. Lord Robert Ceil erklärte, dass er über Zeitungsberichte hinaus keine Informationen habe. Er fügte allerdings hinzu, dass dies in Anbetracht anderer Aktionen des deutschen Militärs keine besondere Anschuldigung sei.
In den folgenden Monaten kursierte der Bericht weltweit, wurde aber nie erweitert oder vertieft.

### Nachkriegszeit

#### Rede von John Charteris

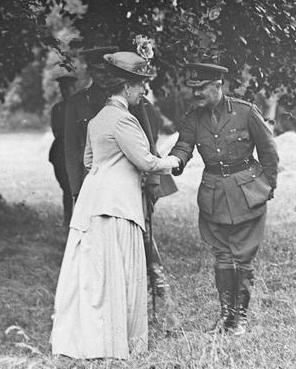
John Charteris (1918)

Am 20. Oktober 1925 berichtete die New York Times über eine Rede von Brigadegeneral John Charteris, die er am Abend zuvor im National Arts Club gehalten hatte. Charteris war damals konservativer Abgeordneter für Glasgow, hatte aber während des Krieges als Chef des britischen Nachrichtendienstes in Frankreich gedient. Der Times zufolge erzählte Charteris seinen Zuhörern, dass er die Geschichte mit der Kadaverfabrik erfunden habe, um die Chinesen gegen die Deutschen aufzubringen, sowie dass er die Bildunterschriften zweier Fotografien, die ihm in die Hände fielen, vertauscht habe: Eines zeigte tote Soldaten, die mit dem Zug zur Beerdigung abtransportiert wurden, das andere einen Waggon mit Pferden, die zu Dünger verarbeitet werden sollten.
Nach seiner Rückkehr in das Vereinigte Königreich dementierte Charteris den Bericht der New York Times in einer Erklärung gegenüber der Times unmissverständlich und erklärte, er wiederhole nur Spekulationen, die bereits 1924 in dem Buch These Eventful Years: The Twentieth Century veröffentlicht worden waren. Das bezog sich auf einen Aufsatz von Bertrand Russell, in dem er behauptete:

„Jede Tatsache, die einen Propagandawert hatte, wurde aufgegriffen, wobei man es nicht immer mit der Wahrheit genau nahm. So wurde beispielsweise die Behauptung, dass die Deutschen menschliche Leichen einkochten, um daraus Gelatine und andere nützliche Substanzen zu gewinnen, weltweit verbreitet. Diese Geschichte wurde in China weit verbreitet, als man die Teilnahme dieses Landes wünschte, weil man hoffte, dass sie die bekannte chinesische Ehrfurcht vor den Toten erschüttern würde. […] Die Geschichte wurde zynisch von einem Mitarbeiter der britischen Propagandaabteilung in die Welt gesetzt, einem Mann mit guten Deutschkenntnissen, der sehr wohl wusste, dass ‚Kadaver‘ nicht ‚Leiche‘, sondern ‚Kadaver‘ bedeutet.“

Charteris erklärte, er habe lediglich Russells Spekulationen wiederholt und die zusätzlichen Informationen über das vorgeschlagene gefälschte Tagebuch hinzugefügt:

„Bestimmte Andeutungen und Spekulationen über den Ursprung der Kadaver-Geschichte, die bereits in These Eventful Years: The Twentieth Century (British Encyclopedia Press) und anderswo veröffentlicht wurden und die ich wiederholt habe, werden, zweifellos unbeabsichtigt, aber dennoch bedauerlicherweise, zu definitiven Tatsachenbehauptungen gemacht und mir zugeschrieben. Damit keine Zweifel aufkommen, möchte ich sagen, dass ich weder die Kadaver-Geschichte erfunden noch die Bildunterschriften auf den Fotos geändert oder gefälschtes Material zu Propagandazwecken verwendet habe. Die Behauptungen, ich hätte dies getan, sind nicht nur unrichtig, sondern auch absurd, da Propaganda in keiner Weise dem B.E.F. Frankreich unterstand, wo ich für die Nachrichtendienste verantwortlich war. Ich wäre ebenso wie die Öffentlichkeit daran interessiert, zu erfahren, was der wahre Ursprung der Kadaver-Geschichte war. Das B.E.F. Frankreich schaltete sich erst ein, als ein fiktives Tagebuch vorgelegt wurde, das die Kadaver-Geschichte stützte. Als sich herausstellte, dass dieses Tagebuch frei erfunden war, wurde es sofort zurückgewiesen.“

Sir Austen Chamberlain stellte schließlich klar, dass die britische Regierung von der Unwahrheit der Geschichte überzeugt sei, als er in einer Antwort im Parlament am 2. Dezember 1925 erklärte, der deutsche Reichskanzler habe ihn ermächtigt, im Namen der deutschen Regierung zu sagen, dass es für die Geschichte nie eine Grundlage gegeben habe und dass er diese Erklärung im Namen der Regierung Seiner Majestät akzeptiere.
Die These, dass es sich bei der Kadaververwertungsanstalt um eine Erfindung der britischen Propaganda handele, erhielt weite Verbreitung durch Arthur Ponsonbys 1928 erschienenes einflussreiches Buch Falsehood in War-Time.
Die angeblichen Äußerungen von Charteris aus dem Jahr 1925 lieferten Adolf Hitler später Propagandamaterial, um die britische Bevölkerung als Lügner darzustellen, die erfundene Geschichten über Kriegsverbrechen verbreiteten.

### Zweiter Weltkrieg
Der weit verbreitete Glaube, dass die Kadaververwertungsanstalt zu Propagandazwecken erfunden worden war, wirkte sich während des Zweiten Weltkriegs negativ auf die Gerüchte über den Holocaust aus. In einem der ersten Berichte vom September 1942, dem sogenannten „Sternbuch-Telegramm“, hieß es, dass die Deutschen in Warschau „etwa hunderttausend Juden auf bestialische Weise ermordeten“ und dass „aus den Leichen der Ermordeten Seife und Kunstdünger hergestellt werden“.
Victor Cavendish-Bentinck, Vorsitzender des britischen Joint Intelligence Committee, bemerkte, dass diese Berichte „den Geschichten über die Verwendung menschlicher Leichen während des letzten Krieges für die Herstellung von Fett, die eine groteske Lüge war, zu sehr ähnelten.“ Ebenso kommentierte The Christian Century, dass „die Parallele zwischen dieser Geschichte und der Gräuelerzählung des Ersten Weltkriegs zu auffällig ist, um übersehen zu werden.“ Der deutsche Wissenschaftler Joachim Neander stellt fest: „Es besteht kein Zweifel, dass die angebliche kommerzielle Nutzung der Leichen der ermordeten Juden die Glaubwürdigkeit der aus Polen kommenden Nachrichten untergrub und Maßnahmen verzögerte, die viele jüdische Leben hätten retten können.“

## Studien
Die meisten Historiker unterstützen die Ansicht, dass die Geschichte aus Gerüchten entstand, die unter Truppen und Zivilisten in Belgien kursierten, und keine Erfindung der britischen Propagandamaschine war. Sie wurde vom Gerücht zur scheinbaren „Tatsache“, nachdem im Berliner Lokal-Anzeiger der Bericht über eine echte Leichenverarbeitungsfabrik erschienen war. Der zweideutige Wortlaut des Berichts erlaubte es den belgischen und britischen Zeitungen, ihn als Beweis für die Gerüchte zu interpretieren, dass menschliche Leichen verwendet wurden.
Adrian Gregory äußert sich äußerst kritisch zu Ponsonbys Darstellung in Falsehood in War-Time und argumentiert, dass die Geschichte, wie viele andere antideutsche Gräuelgeschichten, von einfachen Soldaten und Mitgliedern der Öffentlichkeit stammte: Der Prozess sei eher von unten nach oben als von oben nach unten verlaufen, und bei den meisten falschen Gräuelgeschichten habe „die Öffentlichkeit die Presse in die Irre geführt“, anstatt dass eine finstere Propagandamaschine der Presse eine unschuldige Öffentlichkeit getäuscht habe.